# Cristianismo en el siglo XVI

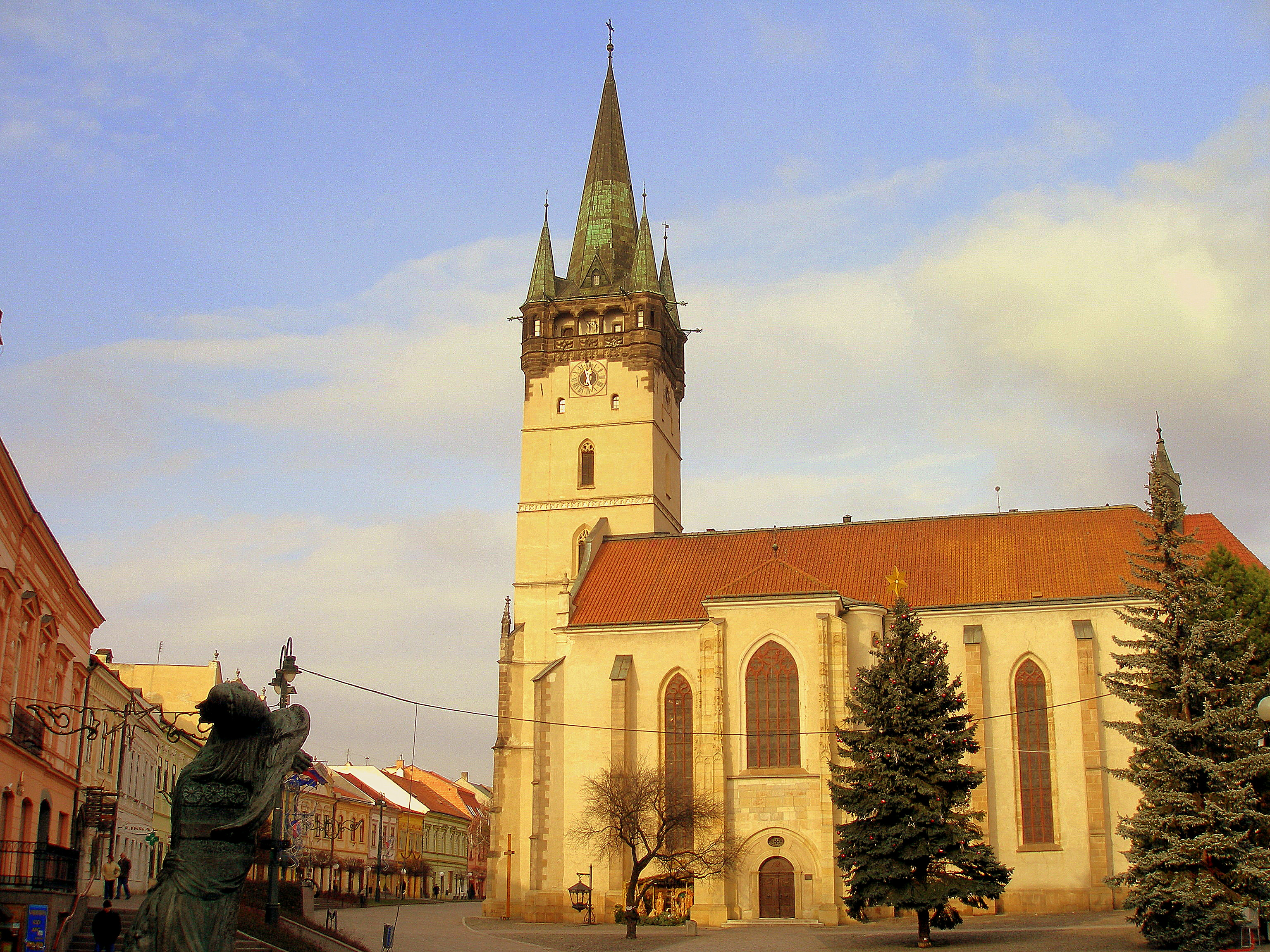
Concatedral de San Nicolás (Prešov), Prešov, Eslovaquia tras la reconstrucción tardogótica (1502-1515).

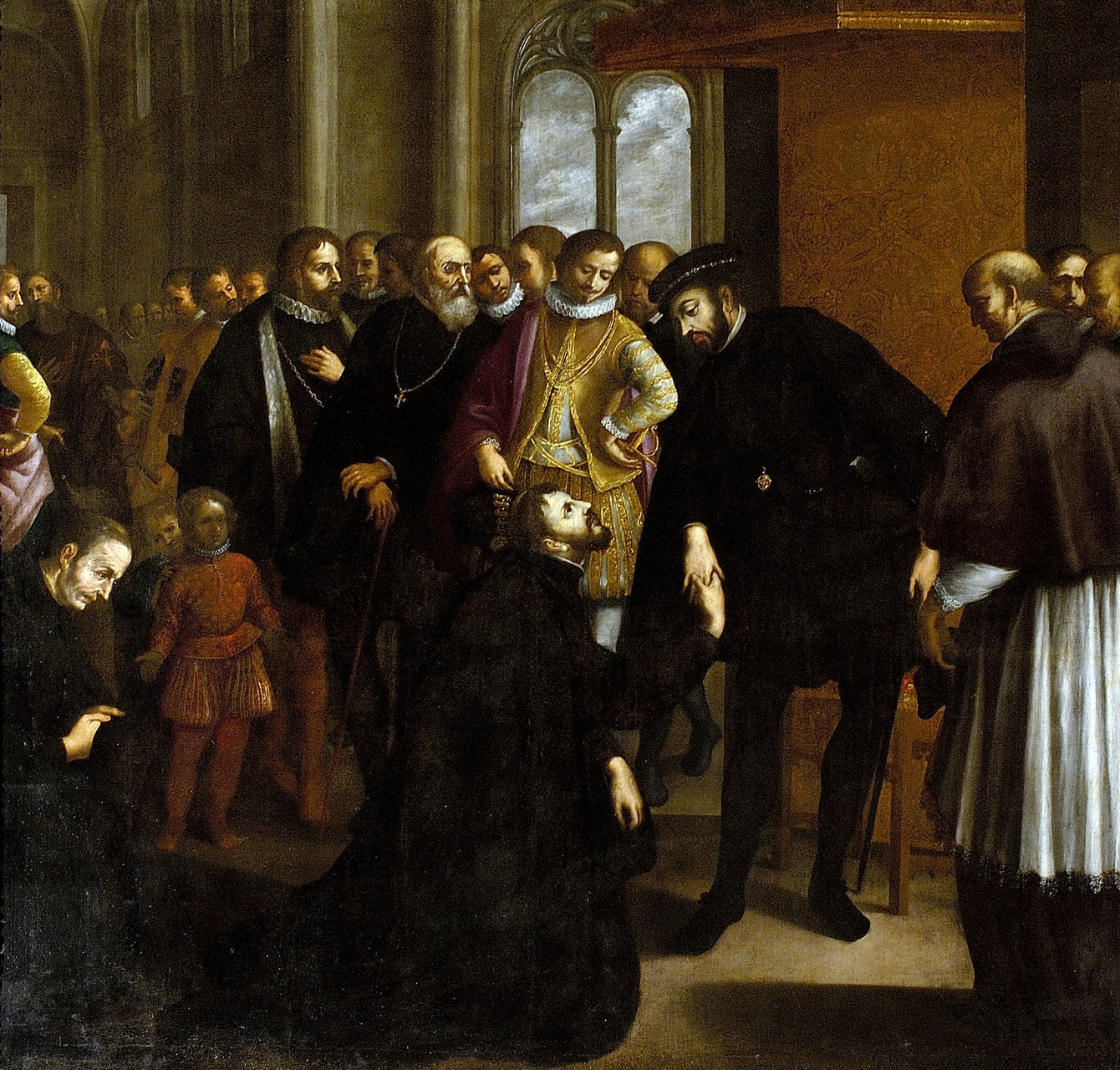
Francisco Xavier pidiendo a Juan III de Portugal una expedición.

En el cristianismo del siglo XVI, el protestantismo pasó a primer plano y marcó un cambio significativo en el mundo cristiano.

## Edad de los Descubrimientos
Durante la era de los descubrimientos, la Iglesia Católica estableció una serie de misiones en las Américas y otras colonias con el fin de difundir el cristianismo en el Nuevo Mundo y convertir a los pueblos indígenas. Al mismo tiempo, misioneros como Francisco Javier y otros de la Jesuitas,  Agustinos, Franciscanos y Dominicos se adentraban en Asia y el Lejano Oriente. En virtud del tratado del Padroado con la Santa Sede, por el que la Vaticano delegaba en los reyes la administración de las iglesias locales, la Los portugueses enviaron misiones a África, Brasil y Asia. Mientras que algunas de estas misiones se asociaron con el imperialismo y la opresión, otras (en particular las  misiones jesuitas en China de Matteo Ricci) fueron relativamente pacíficas y se centraron en la integración más que en el imperialismo cultural.
La expansión del Imperio portugués católico y del Imperio español, en la que la Iglesia católica desempeñó un papel importante, condujo a la cristianización de las poblaciones indígenas de América, como los aztecas y los incas. Olas posteriores de expansión colonial como la  Lucha por África o las luchas por la India por parte de Holanda, Inglaterra, Francia, Alemania y Rusia llevaron a la cristianización de otras poblaciones nativas de todo el planeta, eclipsando la del periodo romano y convirtiéndola en una religión verdaderamente global.

## La reforma protestante

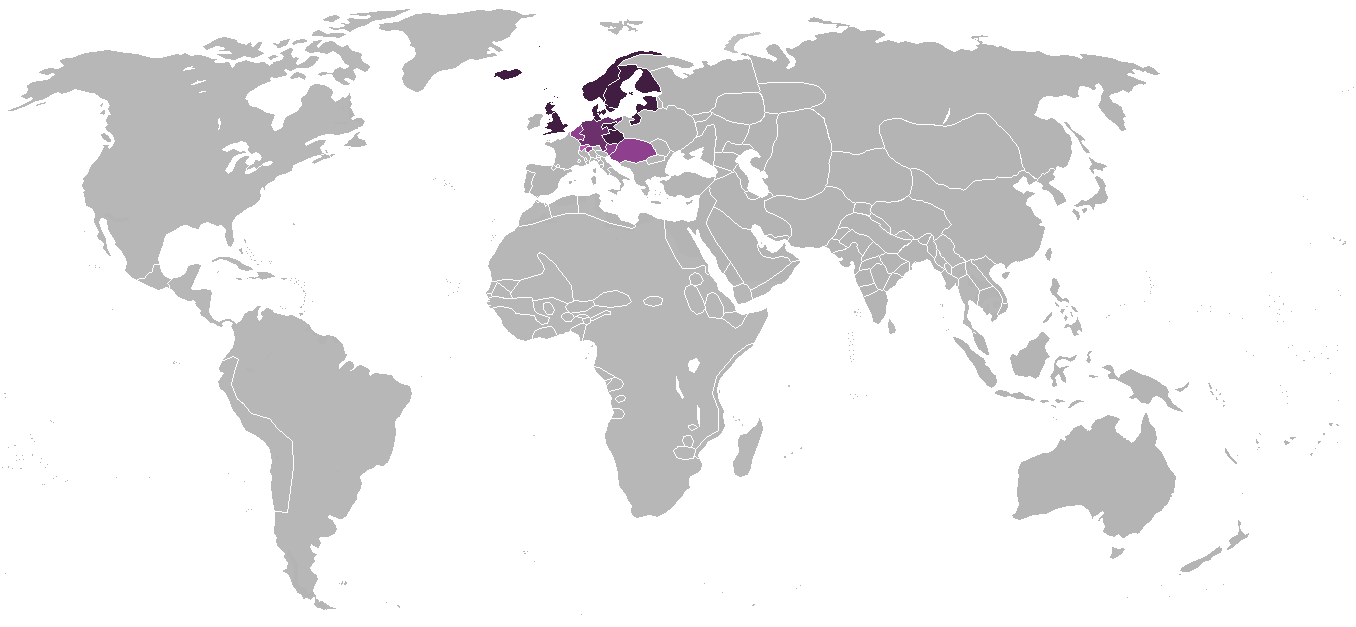
Países por porcentaje de protestantes en 1545 - fuente de datos no especificada

El Renacimiento proporcionó a los eruditos la capacidad de leer las Escrituras en sus lenguas originales, lo que en parte estimuló la Reforma protestante. Martín Lutero, Doctor en Biblia por la Universidad de Wittenberg, comenzó a enseñar que la salvación es un don de la gracia de Dios, alcanzable sólo a través de la fe en Jesús, quien en humildad pagó por el pecado. Junto con la doctrina de la justificación, la Reforma promovió una visión más elevada de la Biblia. Como dijo Martín Lutero: "La verdadera regla es ésta: La Palabra de Dios establecerá los artículos de fe, y nadie más, ni siquiera un ángel puede hacerlo." Estas dos ideas promovieron a su vez el concepto del sacerdocio de todos los creyentes. Otros reformadores importantes fueron Juan Calvino, Huldrych Zwingli, Philipp Melanchthon, Martin Bucer y los Anabaptistass.
Estos reformadores se distinguen de los anteriores en que consideraban que la raíz de las corrupciones era doctrinal (y no simplemente una cuestión de debilidad moral o falta de disciplina eclesiástica), por lo que pretendían cambiar las doctrinas contemporáneas para que concordaran con lo que ellos percibían como el verdadero evangelio. La palabra protestante deriva del latín protestatio que significa declaración y hace referencia a la carta de protesta de los príncipes luteranos contra la decisión de la Dieta de Speyer en 1529, que reafirmaba el edicto de la Dieta de Worms contra la Reforma. Desde entonces, el término se ha utilizado en muchos sentidos diferentes, pero la mayoría de las veces como término general se refiere al cristianismo occidental que no está sujeto a la autoridad papal. El término "protestante" no fue utilizado originalmente por los líderes de la época de la Reforma; en su lugar, se denominaban a sí mismos "evangélicos", haciendo hincapié en el "retorno al verdadero evangelio (griego: euangelion)".
El inicio de la Reforma Protestante se identifica generalmente con Martín Lutero y la publicación de las 95 Tesis en la iglesia del castillo de Wittenberg, Alemania, en 1517. Las primeras protestas fueron contra corrupciones como la simonía, las vacantes episcopales y la venta de indulgencias. Las tres tradiciones más importantes que surgieron directamente de la Reforma Protestante fueron el luterano, las reformadas (calvinista, presbiteriana, etc.), y el anglicano, aunque este último grupo se identifica como "reformado" y "católico", y algunos subgrupos rechazan la clasificación como "protestantes."
La Reforma protestante puede dividirse en dos movimientos distintos pero básicamente simultáneos, la Reforma Magisterial y la Reforma Radical. La Reforma Magisterial supuso la alianza de ciertos maestros de teología (latín: magistri) como Lutero, Zwinglio, Calvino y Cranmer, con magistrados seculares que cooperaron en la reforma de la Cristiandad. Los reformadores radicales, además de formar comunidades al margen de la sanción estatal, a menudo emplearon cambios doctrinales más extremos, como el rechazo de los postulados del Concilios de Nicea y del Calcedonia. A menudo, la división entre reformadores magisteriales y radicales fue tan o más violenta que las hostilidades generales entre católicos y protestantes.
La Reforma protestante se extendió casi por completo dentro de los confines de Europa del Norte, pero no arraigó en ciertas zonas septentrionales como Irlanda y partes de Alemania. La respuesta católica a la Reforma protestante se conoce como Contrarreforma, que dio lugar a una reafirmación de las doctrinas tradicionales y a la aparición de nuevas órdenes religiosas orientadas tanto a la reforma moral como a una nueva actividad misionera. La Contrarreforma reconvirtió aproximadamente el 33% del norte de Europa al catolicismo e inició misiones en Sur y Centroamérica, África, Asia e incluso China y Japón. La expansión protestante fuera de Europa se produjo a menor escala a través de la colonización de Norteamérica y la áreas de África.

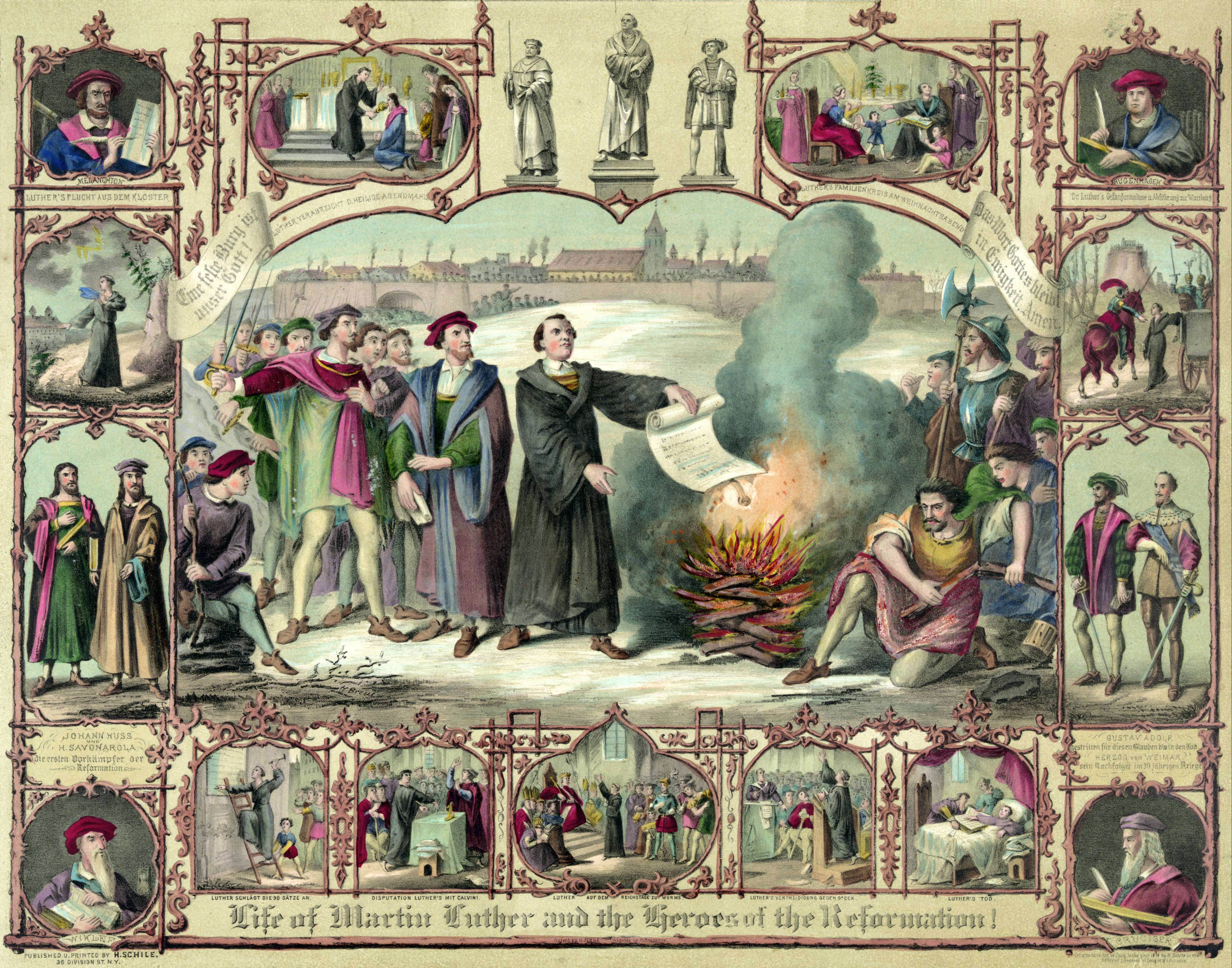
Vida de Martín Lutero y los héroes de la Reforma

## La Contrarreforma
La Contrarreforma, o Reforma católica, fue la respuesta de la Iglesia católica a la Reforma protestante. La esencia de la Contrarreforma fue una convicción renovada en las prácticas tradicionales y la defensa de la doctrina católica como fuente de la reforma eclesiástica y moral, y la respuesta para detener la expansión del protestantismo. Así, experimentó la fundación de nuevas órdenes religiosas, como la Jesuitas, el establecimiento de seminarios para la adecuada formación de los sacerdotes, una renovada actividad misionera mundial y el desarrollo de nuevas aunque ortodoxas formas de espiritualidad, como la de los místicos españoles y la escuela francesa de espiritualidad. Todo el proceso fue encabezado por el Concilio de Trento, que aclaró y reafirmó la doctrina, emitió definiciones dogmáticas y produjo el Catecismo Romano.
La contrarreforma y desarrolló un segundo escolasticismo, que se enfrentó a la escolástica luterana. El resultado global de la Reforma fue, por tanto, resaltar distinciones de creencia que antes habían coexistido de forma incómoda.
Aunque Irlanda, España y Francia tuvieron un papel destacado en la Contrarreforma, su núcleo fue Italia y los diversos papas de la época, que establecieron el Index Librorum Prohibitorum, (la lista de libros prohibidos) o simplemente el "Índice", y la Inquisición romana, un sistema de tribunales jurídicos que perseguía la herejía y los delitos relacionados.  El papado de Pío V (1566-1572) fue conocido por su empeño en detener la herejía y los abusos mundanos dentro de la Iglesia y por su interés en mejorar la piedad popular en un decidido esfuerzo por frenar el atractivo del protestantismo. Pío comenzó su pontificado dando grandes limosnas a los pobres, a la caridad y a los hospitales, y el pontífice era conocido por consolar a los pobres y enfermos y por apoyar a los misioneros.  Las actividades de estos pontífices coincidieron con el redescubrimiento de las antiguas catacumbas cristianas de Roma.  Como afirma Diarmaid MacCulloch, "Justo cuando estos antiguos mártires eran revelados una vez más, los católicos empezaban a ser martirizados de nuevo, tanto en los campos de misión de ultramar como en la lucha por recuperar el norte de Europa protestante: las catacumbas resultaron ser para muchos una inspiración para la acción y el heroísmo".".

### Concilio de Trento

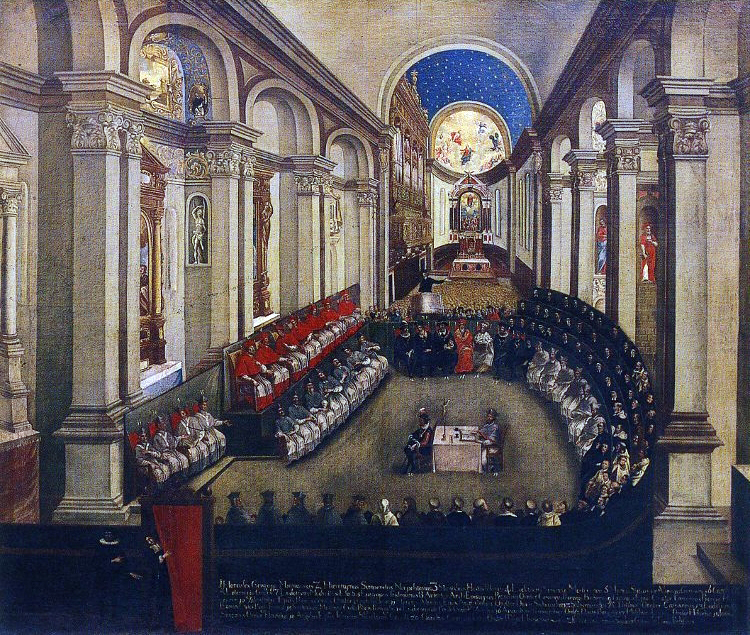
El Concilio en la iglesia de Santa Maria Maggiore; Museo Diocesano Tridentino, Trento

El Concilio de Trento (1545-1563), iniciado por el papa Pablo III, abordó las cuestiones de ciertas corrupciones eclesiásticas como la simonía, el nepotismo y otros abusos, así como la reafirmación de las prácticas tradicionales y la articulación dogmática de las doctrinas tradicionales de la Iglesia, como la estructura episcopal, el celibato clerical, los siete sacramentos, la transubstanciación (la creencia de que durante la misa el pan y el vino consagrados se convierten realmente en el cuerpo y la sangre de Cristo), la veneración de reliquias, iconos y santos (especialmente la Santísima Virgen María), la necesidad tanto de la fe como de las buenas obras para la salvación, la existencia del purgatorio y la emisión (pero no la venta) de indulgencias, etc.  En otras palabras, todas las objeciones y cambios doctrinales protestantes fueron rechazados sin concesiones.  El concilio también fomentó el interés por la educación de los párrocos para aumentar la atención pastoral. El arzobispo de Milán,  san Carlo Borromeo, dio ejemplo visitando las parroquias más remotas e inculcando un alto nivel. Al concilio siguió un debate prolongado sobre si la enseñanza de los Padres de la Iglesia coincidía más con Trento o con los evangélicos.

### Influencia secular
Los monasterios también sirvieron de refugio a los enfermos de la vida terrenal, como  Carlos V, emperador del Sacro Imperio Romano Germánico, que se retiró a Yuste en sus últimos años, y su hijo Felipe II de España, que era funcionalmente lo más parecido a un monástico que le permitían sus responsabilidades regias.

## Difusión del cristianismo

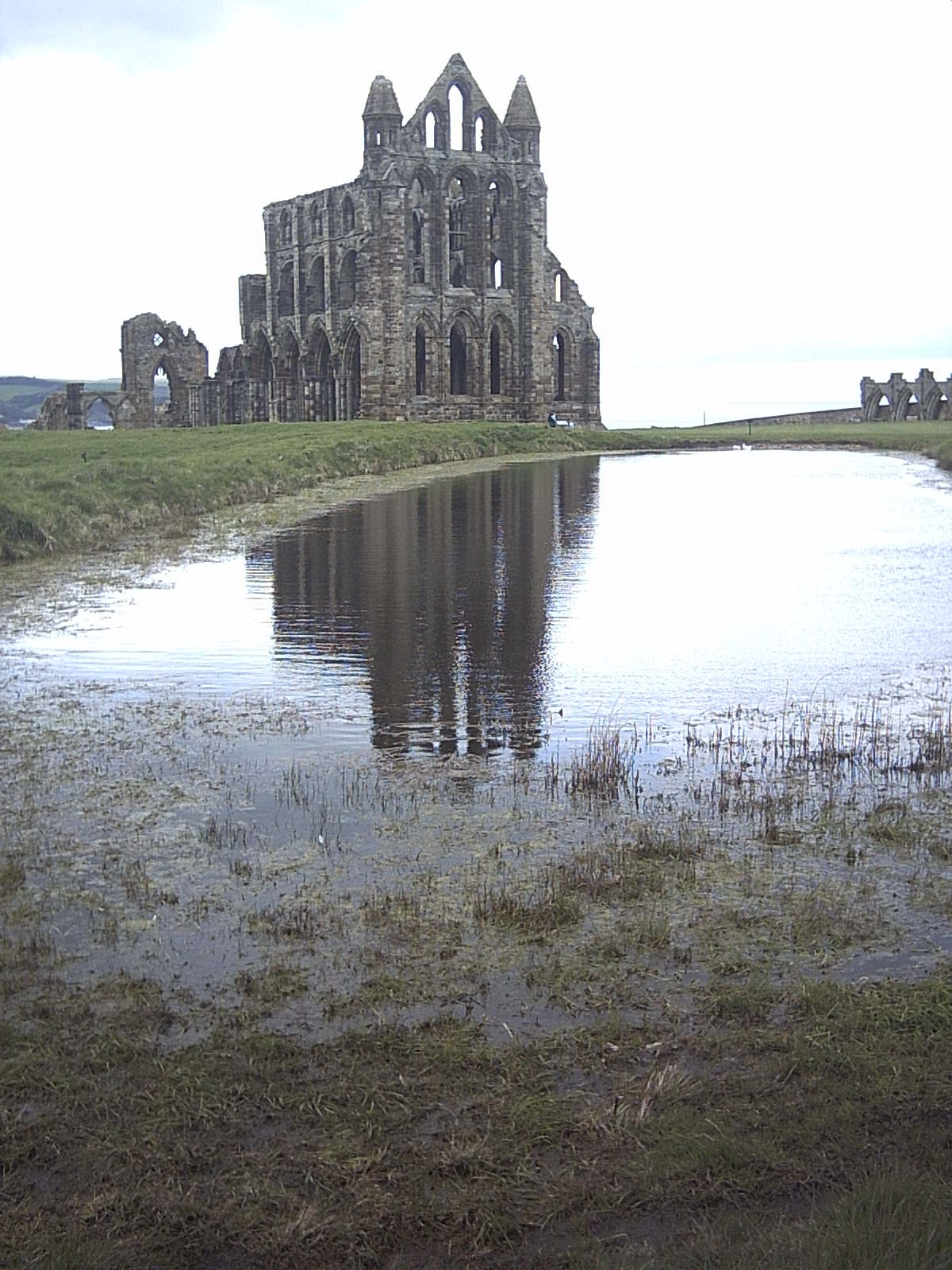
Abadía de Whitby Inglaterra, uno de los cientos de monasterios europeos destruidos durante la Reforma

La cuestión provocó una crisis de conciencia en la España del siglo XVI. Una oleada de autocrítica y reflexión filosófica entre los teólogos católicos, sobre todo Francisco de Vitoria, condujo al debate sobre la naturaleza de los derechos humanos y al nacimiento del derecho internacional moderno.
En 1521, gracias al liderazgo y la predicación del explorador portugués Fernando de Magallanes, se bautizaron los primeros católicos en lo que se convirtió en la primera nación cristiana del sudeste asiático, las Filipinas. Al año siguiente, misioneros franciscanos llegaron a lo que hoy es México, e intentaron convertir a los indios y procurar su bienestar estableciendo escuelas y hospitales. Enseñaron a los indios mejores métodos de cultivo y formas más sencillas de tejer y hacer cerámica. Debido a que algunas personas cuestionaron si los indios eran realmente humanos y merecían el bautismo, el Papa Pablo III en la bula papal Veritas Ipsa o Sublimis Deus (1537) confirmó que los indios eran personas merecedoras. Posteriormente, el esfuerzo de conversión cobró impulso.
Durante los siguientes 150 años, las misiones se expandieron por el suroeste de Norteamérica. Los nativos fueron definidos legalmente como niños, y los sacerdotes asumieron un papel paternalista, a menudo impuesto con castigos corporales. En la India, los misioneros portugueses y el jesuita español Francisco Javier evangelizaron entre los no cristianos y una comunidad cristiana que afirmaba haber sido establecida por Tomás el Apóstol.
.

## Iglesia del Renacimiento
En Europa, el Renacimiento marcó un periodo de renovado interés por el saber antiguo y clásico. También supuso un replanteamiento de las creencias aceptadas. Las catedrales e iglesias habían servido durante mucho tiempo como libros de ilustraciones y galerías de arte para millones de personas sin educación. Las vidrieras, frescoses, estatuas, pinturas y paneles volvían a contar las historias de los santos y de los personajes bíblicos. La Iglesia patrocinó a grandes artistas del Renacimiento como Miguel Ángel y Leonardo da Vinci, que crearon algunas de las obras de arte más famosas del mundo. La aceptación del humanismo tuvo sus efectos en la Iglesia, que también lo abrazó. En 1509, un conocido erudito de la época, Erasmo, escribió Elogio de la locura, una obra que recogía un malestar generalizado sobre la corrupción en la Iglesia.
El papado fue cuestionado por el conciliarismo expresado en los concilios de Constanza y el Basilea. Las verdaderas reformas durante estos concilios ecuménicos y el V Concilio de Letrán se intentaron varias veces pero se frustraron. Se consideraban necesarias, pero no tuvieron éxito en gran medida debido a las disputas internas dentro de la Iglesia, los continuos conflictos con el Imperio Otomano y los sarracenos y la simonía y el nepotismo practicados en la Iglesia renacentista del siglo XV y principios del XVI. Como resultado, hombres ricos, poderosos y mundanos como Roderigo Borgia (Papa Alejandro VI) pudieron ganar la elección al papado.

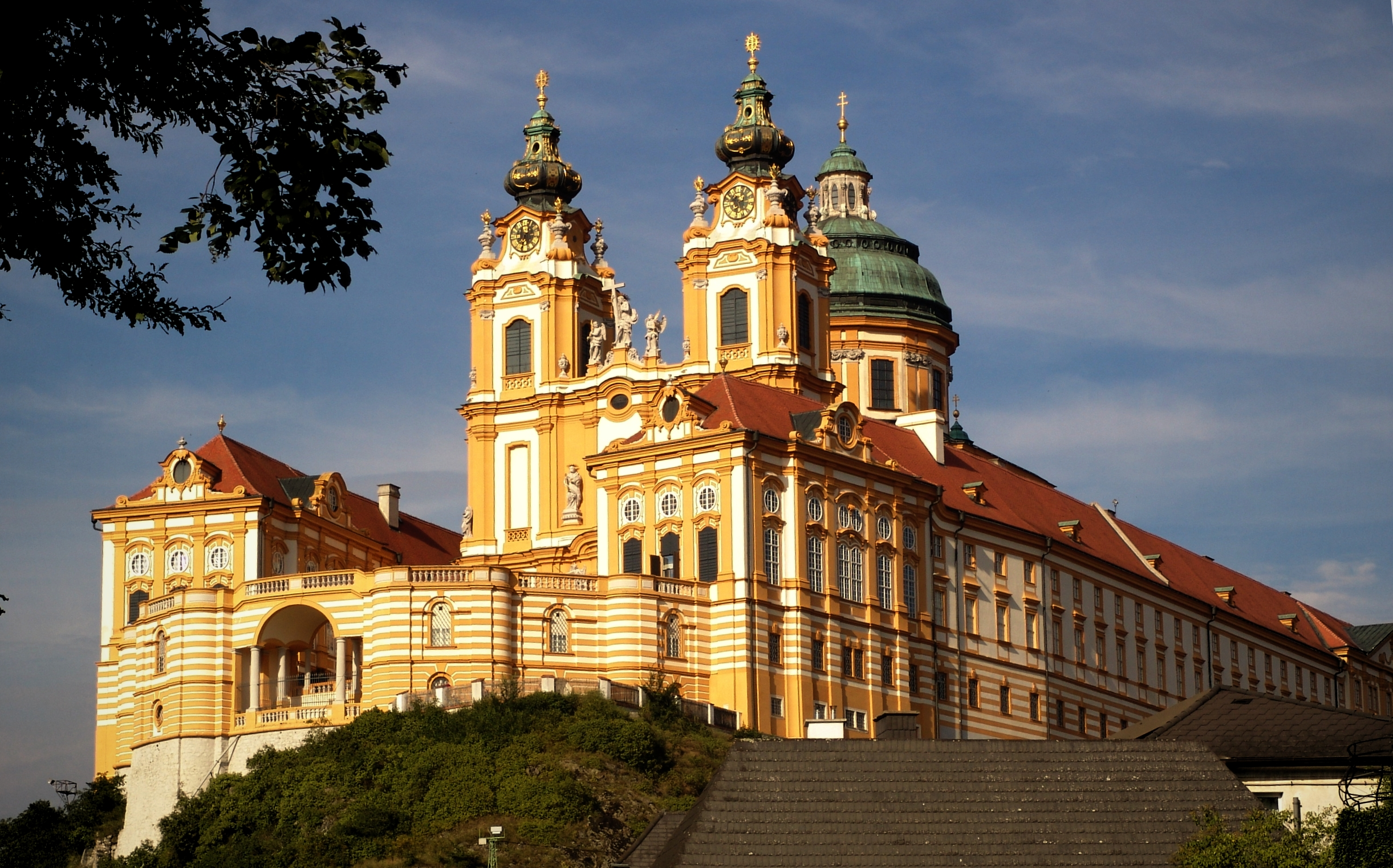
La Abadía de Melk— contigua al Valle de Wachau, Baja Austria— ejemplifica el estilo Barroco

El Concilio de Trento generó un renacimiento de la vida religiosa y de las devociones marianas en la Iglesia católica. Durante la Reforma, la Iglesia había defendido su creencias marianas frente a las opiniones protestantes. Al mismo tiempo, el mundo católico estaba inmerso en las Guerras otomanas en Europa contra Turquía, que se libraron y ganaron bajo los auspicios de la Virgen María. La victoria en la Batalla de Lepanto en 1571 fue acreditada a ella y significó el comienzo de un fuerte resurgimiento de las devociones marianas, centrándose especialmente en María, la Reina de los Cielos y de la Tierra y su poderoso papel como mediadora de muchas gracias. El Colloquium Marianum, un grupo de élite, y la  Sodalidad de Nuestra Señora basaban sus actividades en una vida virtuosa, libre de pecados cardinales.

## Ortodoxia oriental

### Iglesia Ortodoxa Serbia
Poco después de la conquista turca de Belgrado en 1521 y de la victoria en la Batalla de Mohacs en 1526, el metropolita serbio Pablo de Smederevo realizó una serie de intentos para restaurar el Patriarcado serbio, y durante un breve periodo de tiempo consiguió apoderarse del trono de Peć, proclamándose nuevo arzobispo de Peć y Patriarca serbio. Hacia 1541, su movimiento fue aplastado por las fuerzas conjuntas del Arzobispado de Ohrid y el Patriarcado Ecuménico de Constantinopla.. A pesar de ello, los líderes de la Iglesia serbia siguieron esperando una nueva oportunidad para renovar su antiguo Patriarcado.
El Patriarcado serbio de Peć fue finalmente restaurado en 1557 gracias a la mediación de algunos dignatarios muy influyentes de la Corte turca.

### Iglesia del Sinaí
En 1575, el Patriarcado Ecuménico de Constantinopla concedió al monte Sinaí el estatuto de autonomía.

### Unión de Brest
El movimiento uniato dentro de Europa centro-oriental se inició con la Unión de Brest de 1598–1599, por la que la "Metropolia de Kiev-Halych y toda Rus'" entró en relación con la Iglesia católica.
Las iglesias católicas orientales consideran que han reconciliado el Cisma de Oriente al mantener sus oraciones y rituales similares a los de la ortodoxia oriental, al tiempo que aceptan la primacía del obispo de Roma.
Algunos ortodoxos orientales denuncian que unirse en esta unidad se hace a costa de ignorar diferencias doctrinales críticas y atrocidades del pasado. Desde la perspectiva de muchos ortodoxos orientales, el catolicismo oriental es una estratagema del catolicismo para socavar y, en última instancia, destruir su Iglesia, minando su legitimidad y absorbiéndola en la Iglesia católica. Se teme que esta estratagema restaría poder a los Patriarcas orientales originales de la iglesia y exigiría la aceptación de doctrinas rechazadas y Escolasticismo por encima de la fe.

### Iglesia ortodoxa rusa
En 1547, Iván IV asumió el título de "zar y gran duque  de toda la Rus'" (Царь и Великий князь всея Руси) y fue coronado el 16 de enero, convirtiendo así el Gran Ducado de Moscú en el Zarato ruso, como se denominaba en el documento de coronación. El creciente poderío del Estado ruso contribuyó también a la creciente autoridad de la autocéfala Iglesia Rusa. Al darse cuenta de la necesidad de fortalecer la autoridad  eclesiástica en Rusia, Borís Godunov logró persuadir al Patriarca Ecuménico de Constantinopla Jeremías II para que estableciera un patriarcado en Rusia. En 1589, el metropolita Job de Moscú se convirtió en el primer Patriarca de Moscú y de todas las Rusias, con lo que la Iglesia rusa pasó a formar parte de los patriarcados ortodoxos.

## Cronología
- 1501 - El papa Alejandro VI concede a la corona de España todos los países recién descubiertos en las Américas, con la condición de que se haga provisión para la instrucción religiosa de los  poblaciones nativas.
- 1502 - Fray Bartolomé de las Casas, que más tarde se convertirá en un ardiente defensor de los pueblos indígenas de América, marcha a Cuba. Por sus servicios militares allí recibirá una encomienda, hacienda que incluía los servicios de los pueblos indígenas de América que vivían en ella.
- 1503 - Mar Elías, patriarca de la Iglesia siria oriental, envíó tres misioneros "a las islas del mar que están dentro de Java y a China."
- 1506 - Comienza la labor misionera en Mozambique[34]
- 1506 El papa Julio II ordena derribar la antigua Basílica de San Pedro y autoriza a Donato Bramante a proyectar una nueva estructura; la demolición finalizó en 1606, se fundó la Guardia Suiza del Vaticano.
- 1508 - Los franciscanos comenzaron a evangelizar en Venezuela
- 1508–1512 Miguel Ángel pintó al fresco el techo abovedado de la Capilla Sixtina.
- 1509 - Primer edificio eclesiástico construido en Puerto Rico[34]
- 1510 - Dominicanos comenzó a trabajar en Haití[35]
- 1511 - Martín de Valencia llegó a creer que el Salmo 58 profetizaba la conversión de todos los incrédulos. Mientras reflexionaba sobre el pasaje de la Escritura, se preguntó: "¿Cuándo será esto? ¿Cuándo se cumplirá esta profecía? ... ya estamos en la tarde, al final de nuestros días, y de la era final del mundo". Esa misma semana, mientras leía en voz alta al profeta Isaías, tuvo una visión de grandes multitudes que se convertían y bautizaban. Comenzó a rezar para ser elegido para predicar y convertir a todos los paganos. Moriría 20 años después como misionero en México.
- 1512 - El misionero dominico Antonio de Montesino regresa a España para intentar convencer a Rey Fernando de que no todo es como debería ser en las nuevas colonias occidentales. Informó de que en las islas de La Española (actualmente República Dominicana y Haití) y Cuba, los pueblos indígenas estaban muriendo rápidamente bajo el sistema de esclavitud utilizado por los colonos.
- 1512–1517 El V Concilio de Letrán católico, condenó el Conciliarismo
- 1513 - En Cuba, se ordena Bartolomé de las Casas (posiblemente la primera ordenación en el Nuevo Mundo). Poco después, Las Casas renunciará a todo derecho sobre sus siervos indios
- 1514 - Los franciscanos comienzan su labor misionera en California.
- 1515 - El misionero portugués Francisco Álvares es enviado en misión diplomática a David II, Negus o Emperador de Abisinia (antiguo nombre de Etiopía).
- 1516: - Tres franciscanos son asesinados por caníbales en el noreste de Sudamérica, en la zona de Colombia y Venezuela.
- 1517 - El Regidores mogoles de Delhi abre las puertas de Bengala a los misioneros cristianos
- 1517 - Con Las noventa y cinco tesis de Martín Lutero se inicia la Reforma Protestante alemana
- 1518 - Don Henrique, hijo del rey del Congo, es consagrado por el papa León X como primer obispo indígena del África negra subsahariana[36]
- 1519 - Dos franciscanos acompañan a Hernán Cortés en su expedición a México
- 1520 - El misionero alemán Maximiliano Uhland, también conocido como Bernardino de San José, va a La Española con el recién nombrado obispo Alessandro Geraldini.
- 1521 - El papa León X concede al franciscano Francisco Quiñones permiso y facultades para ir como misionero al Nuevo Mundo junto con Juan Clapión.
- 1521 - Dieta de Worms condena a Lutero
- 1521 - Fernando de Magallanes reclama las Filipinas para España, se celebra la primera Misa y posterior conversión al catolicismo, primera en Asia Oriental
- 1522 - Los misioneros portugueses establecen su presencia en la costa de Sri Lanka y comienzan a desplazarse hacia el interior siguiendo la estela de las unidades militares portuguesas.
- 1522 - NT de Lutero, traducción alemana del NT
- 1523 - Martín Lutero escribe un himno misionero basado en el Salmo 67, Es woll uns Gott genädig sein. Se le ha llamado "el primer himno misionero del protestantismo".[37]
- 1524 - Martín de Valencia va a Nueva España con 12 frailes franciscanos
- 1525 - El misionero franciscano italiano Giulio Zarco es enviado a Michoacán en la costa occidental de México donde llegará a dominar muy bien algunas de las lenguas indígenas
- 1525 - Comienza el movimiento  anabaptista
- 1526 - Los franciscanos entran en Florida;[38] Doce frailes de la Dominicos llegan a la capital mexicana

- 1526 NT de Tyndale, traducción inglesa del NT a partir del Texto griego de Erasmo de 1516, primera edición impresa, utilizada como vehículo por Tyndale para amargos ataques al catolicismo, refleja la influencia del NT de Lutero al rechazar sacerdote por anciano, iglesia por congregación, prohibida en 1546 por Henry VIII
- 1527 - Sínodo de los Mártires - organizado por Anabaptistass, es la primera conferencia misionera protestante.
- 1528 - El misionero franciscano Juan de Padilla llega a México. Acompañará a la expedición de Coronado en busca de las Siete Ciudades y acabará estableciéndose entre los Quivira (hoy llamados Wichita).[39]
- 1529 - El franciscano Pedro de Gante escribe desde América Latina que él y un colega habían bautizado 14.000 personas en un solo día[40]
- 1529 Coloquio de Marburgo, Lutero defiende la doctrina de la Presencia Real en discusión con Zwinglio.
- 1530 - En su Sobre la traducción: Una carta abierta, Martín Lutero expone algunos principios para una correcta Traducción de la Biblia.
- 1530 Confesión de Augsburgo, Lutero funda la Iglesia Luterana
- 1531 - El franciscano Juan de Padilla inicia una serie de viajes misioneros entre tribus indias al sureste de Ciudad de México[41]
- 1531 Huldrych Zwingli, protestante de la Reforma en Suiza, independiente de Lutero.
- 1531 Nuestra Señora de Guadalupe en México. Según la tradición, al caer de ella las rosas apareció el icono de la Virgen de Guadalupe impreso en la tela del nopal. El repentino y extraordinario éxito de la evangelización de diez millones de indios en la década de 1531-1541, que constituye la evangelización más exitosa de la historia.
- 1532 - Comienza la evangelización de Perú cuando llegan misioneros con la expedición militar de Francisco Pizarro[34]
- 1533 - Se funda el Monasterio de Pechenga en el Extremo Norte de Rusia para predicar el Evangelio al pueblo Sami; la orden Agustinos llega a México; llegan los primeros misioneros cristianos a Tonkín, lo que hoy es Vietnam.
- 1534 - Toda la casta de Paravas en la Costa de Coromandel es bautizada -- quizás 20.000 personas en total[42]
- 1534 Henry VIII establece la Iglesia de Inglaterra independiente, véase también Reforma Inglesa
- 1534 Compañía de Jesús orden fundada por Ignacio de Loyola, ayudó a reconvertir grandes áreas de Polonia, Hungría y el sur de Alemania y envió misioneros al Nuevo Mundo, India y China.
- 1535 - El misionero franciscano alemán Maximiliano Uhland (también llamado Bernardino de San José) habla ante la Sagrada Congregación de la Propagación de la Fe sobre la miserable condición de los pueblos indígenas de América en el Nuevo Mundo
- 1535 Tomás Moro se negó a aceptar la pretensión de Rey Enrique VIII de ser el jefe supremo de la Iglesia en Inglaterra, y fue ejecutado.
- 1535–1537 Biblia de Myles Coverdale, usó el NT de Tyndale junto con versiones latinas y alemanas, incluyó Apócrifos al final del AT (como la Biblia de Lutero de 1534) como se hizo en versiones inglesas posteriores, la edición de 1537 recibió licencia real, pero fue prohibida en 1546 por Henry VIII.
- 1536 - El misionero anabaptista del norte de Italia Hans Oberecker es quemado en la hoguera en Viena, Austria
- 1536 Desiderius Erasmus, erudito holandés, NT griego utilizado en muchas traducciones del siglo XVI.
- 1536 Confesiones Helvéticas de las Iglesias Reformadas de Suiza
- 1536 Institutos de la Religión Cristiana escrito por Juan Calvino (Calvinismo)
- 1536 Jacob Hutter fundador de los huteritas
- 1536 Juan de Leiden, fanático anabaptista holandés
- 1536 Tyndale condenado a muerte, dejó su traducción del AT manuscrita, las autoridades eclesiásticas inglesas ordenaron quemar su Biblia porque se pensaba que formaba parte de la reforma luterana
- 1536–1540 Disolución de los monasterios en Inglaterra, Gales e Irlanda
- 1536–1541 Miguel Ángel pinta el Juicio Final
- 1537 - El papa Pablo III ordena que los Indígenas de las Américas del Nuevo Mundo sean llevados a Cristo "por la predicación de la palabra divina, y con el ejemplo de la buena vida"."[43]
- 1537 Cristián III de Dinamarca decretó el luteranismo religión de estado de Noruega y Dinamarca
- 1537–1551 Biblia de Mateo, por John Rogers, basada en Tyndale y Coverdale recibió licencia real pero no se autorizó su uso en el culto público, numerosas ediciones, la edición de 1551 contenía notas ofensivas (basada en Tyndale)
- 1538 - Los franciscanos entran en Paraguay
- 1539 - El misionero franciscano español Marcos de Niza encuentra a los Pueblos del actual suroeste de Estados Unidos.
- 1539–1569 Gran Biblia, por Thomas Cromwell, 1.ª Biblia inglesa autorizada para uso público en las iglesias inglesas, defectuosa en muchos lugares, basada en el último NT de Tyndale de 1534-1535, corregida por una versión latina del AT hebreo, Biblia latina de Erasmo, y Políglota Complutense, última edición 1569, nunca denunciada por Inglaterra
- 1540 - Franciscanos llegan a Trinidad y son asesinados por caníbales
- 1541 - Los franciscanos comienzan a establecer misiones en California
- 1541 Juan Calvino regresa a Ginebra
- 1542 - Francisco Javier va a la colonia portuguesa de Goa en la India occidental;[44] Los franciscanos llegan a lo que hoy es Nuevo México[45]
- 1542 Inquisición Romana establecida por el Papa Pablo III
- 1543 - Anabaptista Menno Simons abandona los Países Bajos y comienza a plantar iglesias en Alemania
- 1543 Parlamento de Inglaterra prohíbe la traducción de Tyndale por ser una "traducción astuta, falsa y falsa"
- 1544 - El franciscano Andrés de Olmos, veterano misionero en México, se adentra en las tierras salvajes de Texas. Tras reunir a un grupo de indios conversos, los conducirá de vuelta a Tamaulipas
- 1545 - Dando testimonio del poder que han tenido las cartas de vuelta a casa de los misioneros, Antonio Araoz escribe sobre Francisco Javier: "No menos fruto se ha obtenido en España y Portugal por sus cartas que en las Indias por su enseñanza."
- 1545–1563 Concilio de Trento católico, contrarreforma contra el protestantismo, define claramente una teología oficial y un canon bíblico
- 1546 - Francisco Javier viaja a las islas indonesias de Morotai, Ambon y Ternate
- 1547 - El acaudalado español Juan Fernández se hace jesuita. Acabará en Japón como misionero.
- 1548 - Francisco Javier funda el Colegio del Santo Nombre de Dios en Baçaim en la costa noroeste de la India.
- 1549 - Dominicano Luis Cáncer, que había trabajado entre la Mayas de Guatemala y México, desembarca en Tampa Bay, Florida con dos compañeros. Inmediatamente son asesinados por los calusa a la vista del barco del que habían desembarcado.
- 1549 Libro de Oración Común original de la Iglesia de Inglaterra por Thomas Cranmer.
- 1550 - Escrituras impresas disponibles en 28 idiomas[34]
- 1551 - Dominican Jerónimo de Loaysa funda la Universidad Nacional de San Marcos en Lima (Perú), así como un hospital para pueblos indígenas.
- 1551 El Concilio de la Iglesia de Stoglav (Cien Capítulos) Moscú, Rusia.
- 1552 - Muere el misionero jesuita Francisco Javier en espera de ser admitido en China[46]
- 1552 Francisco Javier, misionero jesuita, "Apóstol de las Indias"
- 1552 Joachim Westphal inicia una polémica contra los calvinistas, defendiendo la doctrina luterana de la Presencia Real
- 1553 - Misioneros portugueses construyen una iglesia en Malacca Town, Malasia
- 1553 Miguel Servet fundador del Unitarismo, quemado en la hoguera en Ginebra
- 1553 Pontificia Universidad Gregoriana fundada en Ciudad del Vaticano
- 1553–1558 La reina María I de Inglaterra persigue a los reformadores: John Rogers, Hugh Latimer, Nicholas Ridley, Thomas Cranmer; de 238 quemados en la hoguera
- 1554 - Se informa de 1.500 conversos al cristianismo en Siam (ahora llamada Tailandia)[34]
- 1555 - Juan Calvino envía hugonotes a Brasil[47]
- 1555 Paz de Augsburgo da libertad religiosa en Alemania sólo a los protestantes luteranos
- 1556 - Dominicana Gaspar da Cruz llega a Guangzhou, China[48]
- 1557 - El obispo jesuita André de Oviedo llega a Etiopía con cinco sacerdotes para convertir la Cristianos etíopes local al catolicismo.[49]
- 1558 - El duque kabardiano Saltan Idarov se convierte a la Cristianismo ortodoxo.
- 1559 - El misionero Vilela se establece en Kioto, Japón
- 1559: Orden de la Espuela de Oro militar fundada por el papa Pablo IV
- 1560 - Goncalo da Silveira, misionero jesuita portugués, visita el Imperio de Munhumutapa, donde rápidamente hace conversos.
- 1560 Biblia de Ginebra, NT una revisión de la versión de Mateo de Tyndale con uso del NT de Theodore Beza (1556), OT una revisión completa de la Gran Biblia, designada para ser leída en Escocia (pero no en Inglaterra), al menos 140 ediciones, primera Biblia con números de capítulos y versículos
- 1560 Confesión Escocesa, Iglesia de Escocia, Reforma Escocesa
- 1560–1598 Guerras de religión francesas
- 1560–1812 Inquisición de Goa, persecución de hindúes y judíos en la India, véase también Cristianismo en la India
- 1561 Menno Simons fundador de los menonitas
- 1562 - Diego de Landa quema las bibliotecas de la civilización maya[50]
- 1563 - El misionero jesuita Luis Frois, que más tarde escribirá una historia de la actividad jesuita en Japón, llega a ese país; Omura Sumitada se convierte en el primer daimyō (terrateniente feudal) en convertirse al cristianismo.
- 1563 Catecismo de Heidelberg de las iglesias reformadas
- 1563 Treinta y nueve artículos de la Iglesia de Inglaterra, también decretado canon bíblico
- 1564 - Legazpi inicia la obra de los Augustinos en Filipinas Islas[51]
- 1565 - Los jesuitas llegan a Macao.
- 1565-73 Examen del Concilio de Trento (Examen Concilii Tridentini) por Martin Chemnitz.
- 1566 - El primer jesuita que entró en lo que hoy es Estados Unidos, Pedro Martínez, muere apaleado por temerosos Indios en las arenas de Fort George Island, Florida.
- 1566 Catecismo Romano
- 1567: los misioneros Jerónimo da Cruz y Sebastiao da Canto, ambos de la Dominicos, llegan a Ayutthaya, Tailandia.
- 1568: en Filipinas, Diego de Herrera bautiza al cacique Tupas de Cebu y a su hijo.
- 1569: Jerónimo da Cruz es asesinado junto a dos misioneros recién llegados
- 1569 Metropolitano Felipe de Moscú estrangulado por Malyuta Skuratov
- 1570 - Ignacio Azevedo y otros 39 misioneros jesuitas son asesinados por piratas cerca de Palma, una de las Islas Canarias, cuando se dirigían a Brasil.
- 1571 - Frailes capuchinos de la 'Estricta Observancia' llegan a la isla de Trinidad con el conquistador Don Juan Ponce de Sevilla.
- 1571 Batalla de Lepanto salva a la Europa cristiana; el Papa Pío V organiza la Liga Santa liderada por Don Juan de Austria para defender Europa de las mayores fuerzas islámicas otomanas (230 galeras y 56 galeotas).
- 1571 Iglesia Reformada Holandesa
- 1572 - Los jesuitas llegan a México
- 1572 John Knox, funda la Presbiteriana escocesa. Iglesia, debido al desacuerdo con los luteranos sobre los sacramentos y el gobierno de la Iglesia.
- 1572–1606 Biblia de los Obispos, una revisión de la Gran Biblia cotejada con el texto hebreo, 1.ª en ser publicada en Inglaterra por la autoridad episcopal
- 1573 - Evangelización a gran escala de los Florida Naciones y tribus indias comienza con la llegada de frailes franciscanos; la orden Agustinos entra en Ecuador
- 1574 - Augustino Guillermo de Santa María escribe un tratado sobre la ilegitimidad de la guerra que el gobierno español libraba contra los chichimecas en el estado mexicano de Michoacán.
- 1575: se construye un edificio eclesiástico en Kioto. Construido en estilo arquitectónico japonés, fue llamado popularmente el "templo de los Bárbaros del Sur"
- 1577 - Dominicos entran en Mozambique y penetran tierra adentro, quemando mezquitas musulmanas a su paso[52]
- 1578: el rey de España ordena al obispo de Lima que no confiera órdenes sagradas a mestizos.
- 1579 - El jesuita Alessandro Valignano llega a Japón donde, como "Visitador de Misiones", formula una estrategia básica para el proselitismo católico en ese país. El adaptacionismo de Valignano intentaba evitar fricciones culturales cubriendo la brecha entre ciertas costumbres japonesas y los valores católicos.[53]
- 1579 Descubrimiento del icono ruso más sagrado, Nuestra Señora de Kazán
- 1580 - El Daimyō (terrateniente feudal) japonés Arima Harunobu se hace cristiano y toma el nombre de Protasio.
- 1580 Libro de la Concordia del luteranismo
- 1581 - Luis de Valdivia se hace jesuita. Al terminar sus estudios será enviado a Perú
- 1582 - Los jesuitas, con Matteo Ricci como pionero, comienzan la labor misionera en China, introducen la ciencia occidental, las matemáticas, la astronomía.[54]
- 1582 Calendario gregoriano adoptado en diferentes épocas en diferentes regiones del mundo.
- 1582 Santa Teresita de Ávila
- 1583 - Cinco misioneros jesuitas -- Rodolfo Acquaviva, Pedro Berno, Francisco Aranha, Alfonso Pacheco y Antonio Francisco -- son asesinados cerca de Goa (India)
- 1584 - Matteo Ricci y un erudito chino traducen un catecismo al chino bajo el título Tian Zhu Shi Lu（天主實録） (Un verdadero relato de Dios)
- 1585 - Carmelita líder Jerónimo Gracián se reúne con Martín Ignacio de Loyola, misionero franciscano de China. Ambos firman un vinculo de hermandad misionera por el que las dos órdenes colaborarán en el trabajo misionero en Etiopía, China, Filipinas, y las Indias Orientales y Occidentales.
- 1586 - El misionero portugués João dos Santos informa que los lugareños matan elefantes para proteger sus cultivos en Sofala, Mozambique.
- 1587 - Se ordena la salida de todos los extranjeros de Japón; Manteo se convierte en el primer American Indian bautizado por la Iglesia de Inglaterra.
- 1587 Toyotomi Hideyoshi expulsa a los jesuitas de Kyūshū
- 1587? Misión Nombre De Dios en St. Augustine, Florida, considerada la primera misión en Norteamérica
- 1588 - Un misionero de la Dominican llega a Filipinas.
- 1589 - Francisco Solano (o Solano) va a Perú como misionero
- 1589 Metropolitano Jove es elegido primer Patriarca de Moscú
- 1590 - Un libro del pastor belga Hadrian à Saravia tiene un capítulo en el que argumenta que la Gran Comisión sigue siendo vinculante para la iglesia actual porque los Apóstoles no la cumplieron completamente[55]
- 1590 Se completa la cúpula de Miguel Ángel en la Basílica de San Pedro.
- 1591 - Primera iglesia católica construida en Trinidad; Primeros chinos admitidos como miembros de la Orden Jesuita
- 1592 La Vulgata Clementina del papa Clemente VIII reemplaza a la Vulgata Sixtinade 1590, la Biblia católica latina estándar hasta el Concilio Vaticano II.
- 1593 - Los franciscanos llegan a Japón y fundan el hospital de Santa Ana en Kioto
- 1594 - Los primeros misioneros jesuitas llegan a Pakistán
- 1595 - Compañía Holandesa de las Indias Orientales capellanes amplían su ministerio más allá de los expatriados europeos[56]
- 1596 - Misioneros jesuitas viajan a través de la isla de Samar en Filipinas para establecer centros de misión en el lado oriental.
- 1596 Iglesia católica ucraniana se forma cuando los súbditos ucranianos del rey de Polonia se reúnen con Roma, la mayor Iglesia católica bizantina
- 1597 - Veintiséis cristianos japoneses son crucificados por su fe por el general Toyotomi Hideyoshi en Nagasaki, Japón.[57] Para 1640, miles de cristianos japoneses habrán sido mártires.
- 1598 - Los misioneros españoles empujan hacia el norte desde México hasta lo que hoy es el estado de Nuevo México .
- 1599 - El jesuita Francisco Fernández va a lo que hoy es el Distrito de Jessore de Bangladés y, con el permiso del rey Pratapaditya, construye allí una iglesia.
- 1600 - Misioneros franceses llegan a la zona de lo que hoy es Sault Ste. Marie, Michigan
- 1600 Giordano Bruno, sacerdote dominico, quemado en la hoguera

### Lectura adicional
- Esler, Philip F. The Early Christian World. Routledge (2004). ISBN 0-415-33312-1.
- White, L. Michael. From Jesus to Christianity. HarperCollins (2004). ISBN 0-06-052655-6.
- Freedman, David Noel (Ed). Eerdmans Dictionary of the Bible. Wm. B. Eerdmans Publishing (2000). ISBN 0-8028-2400-5.
- Pelikan, Jaroslav Jan. The Christian Tradition: The Emergence of the Catholic Tradition (100-600). University of Chicago Press (1975). ISBN 0-226-65371-4.